# Kallvattnet
Kallvattnet är en sjö i Ljusdals kommun i Hälsingland och ingår i Ljusnans huvudavrinningsområde. Sjön är 5,2 meter djup, har en yta på 0,338 kvadratkilometer och är belägen 420 meter över havet.

## Delavrinningsområde
Kallvattnet ingår i det delavrinningsområde (686078-145745) som SMHI kallar för Inloppet i Radvattnet. Medelhöjden är 447 meter över havet och ytan är 14,8 kvadratkilometer. Det finns ett avrinningsområde uppströms, och räknas det in blir den ackumulerade arean 24,06 kvadratkilometer. Handsjöån som avvattnar avrinningsområdet har biflödesordning 4, vilket innebär att vattnet flödar genom totalt 4 vattendrag innan det når havet efter 211 kilometer. Avrinningsområdet består mestadels av skog (59 procent) och sankmarker (22 procent). Avrinningsområdet har 0,64 kvadratkilometer vattenytor vilket ger det en sjöprocent på 4,3 procent.